# ゴンチャン
ゴンチャン（朝: 공찬、1993年8月14日 - ）は、韓国の歌手、俳優、音楽グループ・B1A4のメンバー。本名はコン・チャンシク（공찬식）。

## 人物
- 先天性腎盂尿管移行部狭窄症のため、片方の腎臓を摘出（2012年7月）。
- 順天市名誉広報大使に委嘱 (2019年4月)
- 特技はジャンケンとオランウータンのモノマネ。
- 「Holiday Gongchan」というYoutubeチャンネルがある。

### 学歴
- 飛鳳小学校
- 二水中学校
- 順天第一高等学校(転校)→ソウル公演芸術高等学校(卒業)

## 出演

### ラジオ
- SBS POWER FM「パク・ソヒョンのラブゲーム」

### テレビ

#### MC
- SBS MTV 「2014 Best of the best」（2014年12月）
- KBS2TV「A Song For You」シーズン4」(2015年7月)
- GMTV「バスに乗ってバスキング」

#### バラエティー番組
- MBC MBig TV「花美男ブロマンス（イケメンブラザーロマンス）」(2016年11月)
- SBS 「Game Show－遊戯楽々」
- MBC「ビギン・ア・ゲーム」
- OGN「ゲームドルリンピック」
- JTBC4「ビューティールーム」
- ケーブルテレビCannel-A「一緒にする？GG」

#### テレビドラマ
- MBC every1「恋愛は面倒くさいけど寂しいのはいや！」チョン・フン役
- KBS2TV「犬の声」カン・ミヌ役

#### ウェブドラマ
- aT(韓国農水産食品流通公社)K-FOOD「おいしい恋愛」ソンジュン（2015年11月）
- LETstudio「旅行でロマンスに会う確率シーズン1.5」ホ・ジュン（2019年5月）
- laylist「私の名前に」ユ・ジェハ（2019年11月）
- WHYNOT MEDIA「モコジキッチン」イ・ムヨン（2021年9月）
- TVING「俺は恋愛なんか求めてない！」チ・ウォニョン（2023年3月）

### ゲーム
- 恋愛シミュレーション Take One Company「恋愛が必要」ウン・セヒョン役（2017年2月）

### ミュージックビデオ
- MAMAMOO「Piano Man」(2014年11月）[1]
- OH MY GIRL「Liar Liar」(2016年3月)[2]

### 映画
- 「ミスターボス」ヒョンジュン役(2020年12月)